# Castell de Torelló
L'antic Castell de Torelló, era el centre jurisdiccional de tota la vall, i va donar nom a les tres principals poblacions del seu antic terme: Torelló o Sant Feliu de Torelló, Sant Pere de Torelló i Sant Vicenç de Torelló. Saderra també va pertànyer originàriament al seu terme, però se'n va separar molt aviat, al segle xi. Aquest castell, el recorda actualment una massissa torre circular que es dreça dalt d'un puig margós, al nord de la població de Sant Vicenç i dintre del seu municipi, gairebé a tocar de la ratlla fronterera amb Sant Pere de Torelló.
És ben visible des de tota la vall de Torelló i també des de la vall del Ter, que discorre pel seu costat de ponent, ja que el seu puig, de 781 metres d'altitud, és el punt més alt de la petita carenada que separa el curs inferior de la vall del Ges, de la vall del Ter. Vist des de la banda de Torelló, el puig sembla menys alt perquè li fa de teló de fons la serralada de Bellmunt, però si hom s'hi acosta, s'adona de les excel·lents condicions de defensa que tenia, i que varen ser la raó principal per la qual, en èpoques molt llunyanes, es va escollir aquest lloc per a bastir-hi un castell.
És un edifici declarat bé cultural d'interès nacional.

## Història
Segons s'esmenta en el mateix castell, es documenta per primer cop l'any 881 («castro torelonense».
Segles X i XI. L'any 937 s'esmenta que el comte Sunyer I de Barcelona donà uns alous que posseïa al castell de Cervelló al monestir de Ridaura. Els senyors eminents del castell eren els  comtes de Barcelona. El primers feudataris foren els Besora. Ermemir i Gombau apareixen com a senyors entre el 941 i el 1040. La filla hereva de Gombau es casà amb Mir Geribert d'Olèrdola, protagonista d'una revolta contra el comte de Barcelona, Ramon Berenguer I i, com a conseqüència, molts dels castells dels Besora seran adjudicats als Montcada.
Segle XII. L'any 1136 Ramon Berenguer IV encomanà el castell de Torelló al senescal Guillem de Montcada qui, el mateix dia, jurà fidelitat per aquest castell i d'altres encomanats.
Segle XIII. L'any 1291, el castell formarà part del dot de Guilleuma de Montcada que es casà amb l'Infant Pere d'Aragó, fill del rei Pere el Gran. La dama en conservarà el domini fins i tot després d'enviudar. Quan mori, el domini passarà al rei.

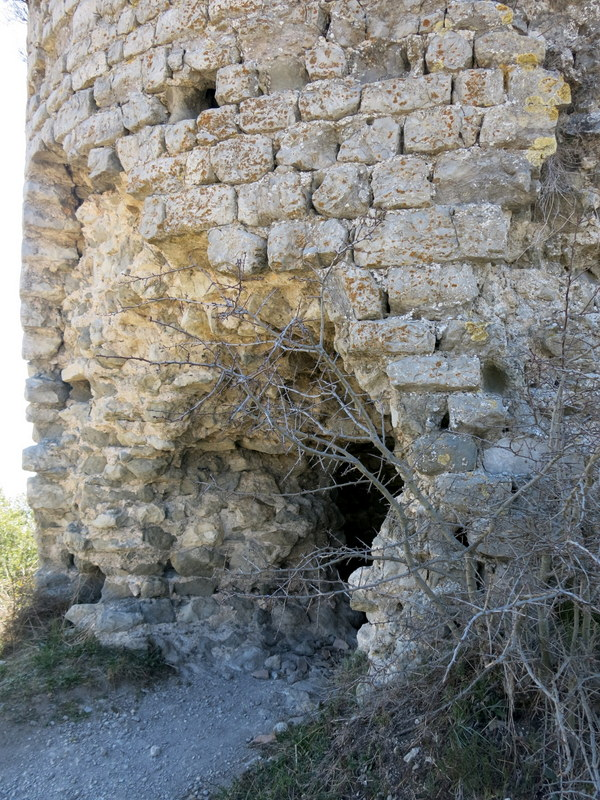
Castell de Torelló (març 2014)

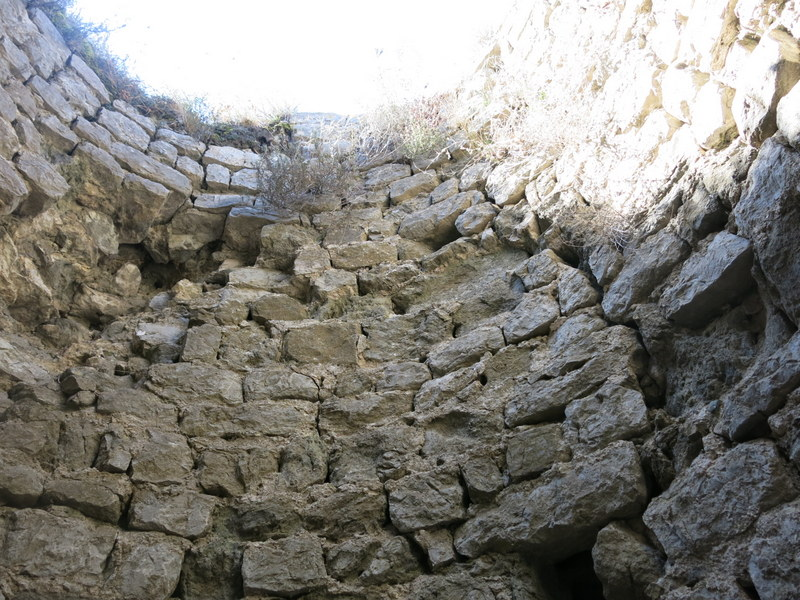
Castell de Torelló. Interior (març 2014)

Segle XIV. L'any 1338, el rei Pere el Cerimoniós confia el castell de Torelló a Bernat de Vilademany. (Els Vilademany ja havien sigut feudataris dels Montcada). El 1347 Pere el Cerimoniós, a carta de gràcia, cedeix a Pere de Vilademany el castell i les jurisdiccions, excepte el mer imperi, és a dir, pena capital i mutilacions. Pere de Vilademany pagarà 30.000 sous. La carta de gràcia reserva al venedor el dret de redimit o recuperar la cosa venuda per part del venedor i, aquest dret, el rei el cedí a Bernat III de Cabrera que l'exercí l'any 1351, comprant el castell a la vídua de Pere de Vilademany. El rei concedí al vescomte de Cabrera tota la jurisdicció, inclosa la potestat de mort i mutilació.
Segle XV. Els terratrèmols de l'any 1427 deterioraren força el castell. No obstant, en la guerra entre la Generalitat i Joan II, alguns pagesos afectes a la Generalitat se n'apoderaren i hi resistiren (1463-1465).
Segle XVI - XVIII. L'any 1554, el virrei de Catalunya, marquès de Tarifa, ordenà la demolició del castell per evitar que fos utilitzat pels bandolers. Un huracà en destruí la resta l'any 1746, quedant només la part de la torre que roman encara avui dia.

### Elscastlans
La castlania fou exercida per una família cognomenada Torelló, almenys des de 1131 i fins al 1280 que, per matrimoni passà a Berenguer d'Orís. La família Orís n'exercí la funció fins al 1471 amb diverses dificultats jurídiques, com ara que l'any 1358, el vescomte de Cabrera declara que la castlania del castell de Torelló era exercida pels Besora i pels Orís, sense indicar supremacia de l'un o de l'altre llinatge. Posteriorment, no hi ha més notícies d'aquesta castlania, que aviat no tindria raó de ser.

## Arquitectura
El turó del castell té forma en planta d'una fulla de faig amb la punta encarada a migjorn, on hi ha l'entrada al recinte. És una bona mostra de l'evolució dels castells de la comarca. S'observen uns forats en la roca, usats segurament per a apuntalar-hi bigues de fusta, que es podrien atribuir als primers castells carolingis.
Sobre el primer nivell, al terç nord, es devia aixecar el que queda actualment del castell medieval: una torre de defensa de planta circular. Actualment té una alçada de 3,60 m a tramuntana i 4,70 al sud. El diàmetre és d'1,65 m i el gruix dels murs fa 1,60 m. En un extrem del turó, al terç meridional, es pot veure encara una cisterna excavada a la roca de 2 m de llarg per 1,5 d'ample.
L'aparell del que queda de la construcció és de carreus petits rectangulars ben tallats, disposats en filades uniformes. Aprofitant la roca de la part més alta del turó i seguint la cinglera es construí una muralla que envoltava tot el conjunt. Per tant, l'esquema bàsic del castell, és a dir, una torre de defensa envoltada de muralla, és propi del segle xi.

## Font
- Adaptació del llibre de PLADEVALL, Antoni; i VINYETA, Ramon. La Vall de Torelló. Geografia i història.